# Guerre asymétrique
 (février 2024
Gros problèmes de neutralité signalés par divers contributeurs.).

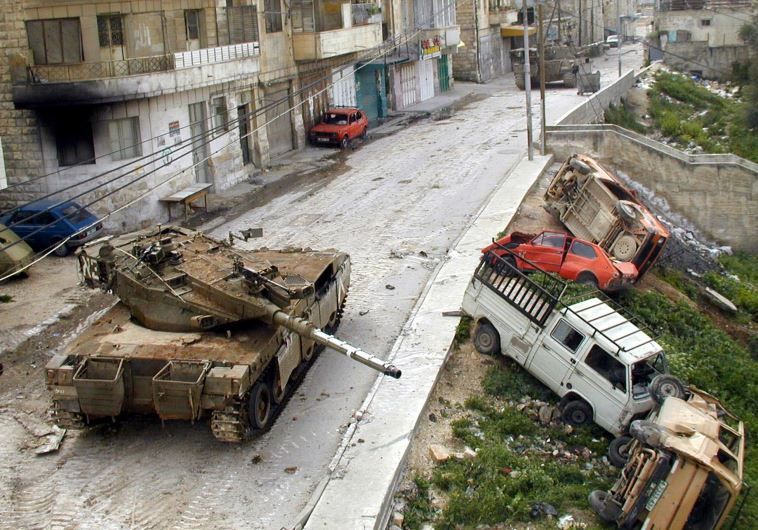
Chars israéliens dans les rues de Jénine (Cisjordanie) en avril 2002, au cours de la seconde Intifada.

Une guerre asymétrique est une guerre qui oppose la force armée d'un État à des combattants irréguliers, inférieurs matériellement. Les guerres asymétriques englobent notamment les guerres d'indépendance, le terrorisme ou la guérilla et se distinguent des guerres entre États.

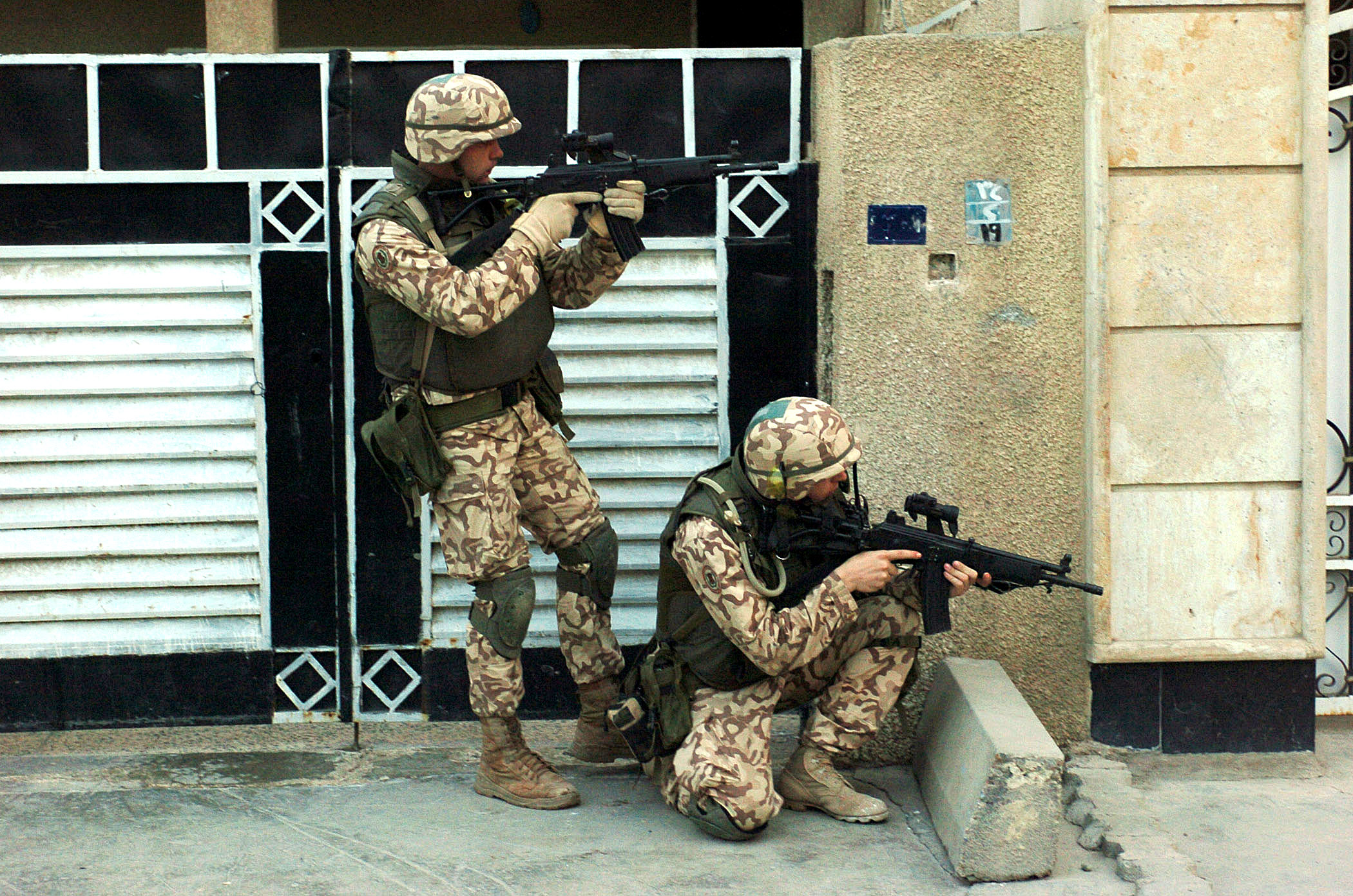
Soldats estoniens de la coalition internationale en Irak en train d'effectuer une patrouille dans les rues de Bagdad en février 2005.

Le conflit asymétrique avait eu lieu lors de la guerre d'Indochine (1947-1954), la guerre d'Algérie (1954-1962) puis a médiatiquement émergé avec l'occupation de l'Irak, qui a confronté les Occidentaux à une opposition difficile à débusquer puisque mêlée à la population la plupart du temps.
Le concept de guerre asymétrique fut analysé et détaillé par Sun Tzu au Ve siècle av. J.-C., dans son célèbre ouvrage L'Art de la guerre.

Le concept fut ensuite répandu par Wesley Clark, général américain lors de l'intervention de l'OTAN au Kosovo, dans un article traitant de la seconde Intifada, écrit pour Time Magazine.

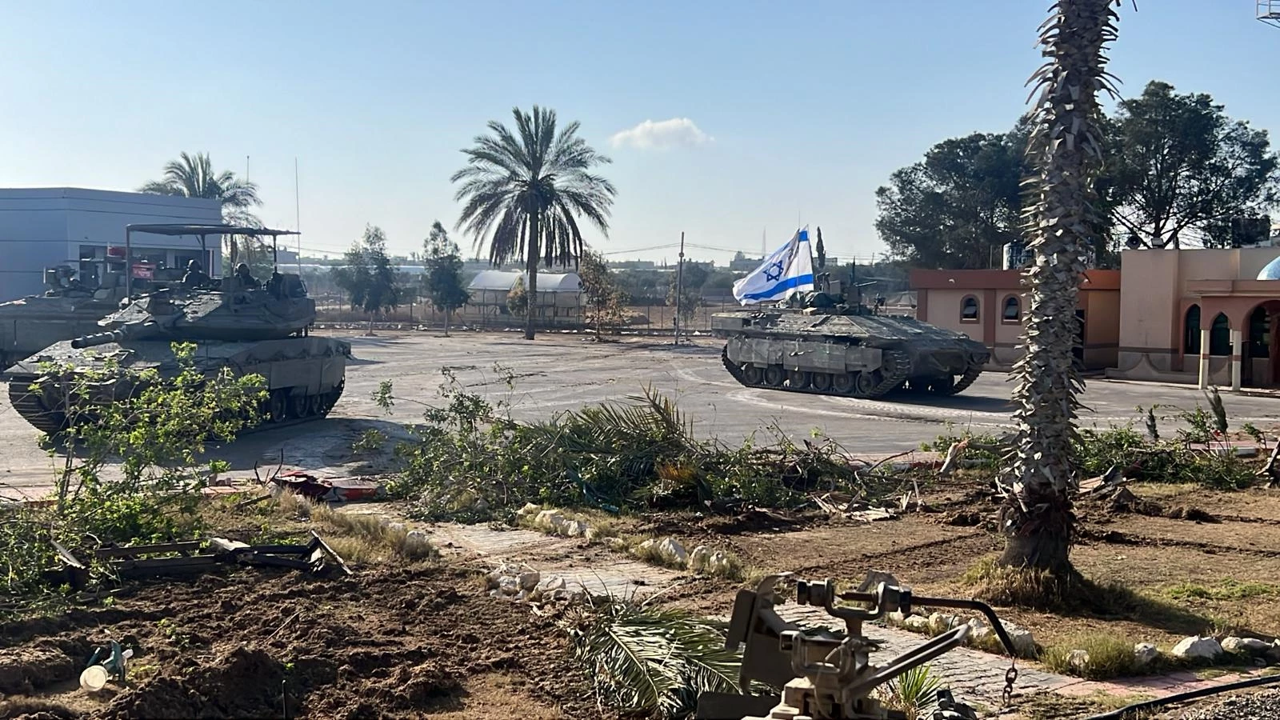
Chars israéliens à Rafah en 2023 pendant la guerre à Gaza.

D'une façon générale, une guerre asymétrique est une guerre du faible au fort, avec une cible collatérale faible et sans défense, comme le fils pour le père ou la population et l'administration civile pour une autorité contestée avec ses forces policières et militaires ; ce qui la différencie d'une guerre dissymétrique, du fort au faible, avec des cibles militaires dans des opérations militaires.
La guerre asymétrique est mieux représentée par le couple terrorisme et propagande.
Ce sont soit les institutions gouvernementales et leurs représentants qui sont visés (comme la Résistance en France durant l'occupation allemande), soit dans certains cas, la population civile visant le pays en position de supériorité militaire (comme les Palestiniens en Israël).
Les guerres asymétriques ne sont pas forcément délimitées à la surface d’un État, mais peuvent englober le monde entier, partout où le pays visé est représenté.
Le phénomène des conflits asymétriques serait moins lié à la distinction des guerres entre États et autres puissances que par le recours au relais médiatique de l'un des acteurs du conflit.

## Historique
Les guerres asymétriques opposent un État fort à un ennemi faible disposant de très peu de moyens. Les principales formes de guerres asymétriques sont le terrorisme et la guérilla.

### Terrorisme
Au premier siècle sont apparus des mouvements terroristes destinés à lutter contre l’occupant romain. Les sicaires, en Judée, ont pour pratique de trancher la gorge de l’ennemi. Ils ne s’appliquent pas à fuir et méprisent les conséquences de leur geste : capture, torture, exécution. Leur acte s’effectue selon des référents religieux. Le mouvement des zélotes, dont le centre était à Massada au bord de la Mer Morte, a lieu à la même époque et leur est comparable, voire commun. À la fin du XIe siècle, les Assassins sont un mouvement chiite ismaélien opposé à Bagdad. Ce mouvement n’a pu être éradiqué que par les cavaliers mongols au XIIIe siècle. Les Assassins ne craignaient pas la mort et prenaient tous les risques pour exécuter ceux que leur chef a condamnés.
Le terrorisme moderne peut être divisé en cinq grandes phases. La première phase est le terrorisme anarchiste à partir des années 1880. Il est dirigé essentiellement contre les empires et les monarchies. Il a pour objectif principal de renverser les gouvernements. Il est généralement de courte durée. La seconde phase est un terrorisme anticolonial qui apparaît avec la fin de la Première Guerre mondiale. Il est violent et capable de se maintenir dans le temps. C’est le cas du terrorisme en Irlande du Nord. La troisième correspond au terrorisme dit « moderne ». C’est un terrorisme idéologique souvent internationaliste né après la Seconde Guerre mondiale. Il vise des intérêts jugés bourgeois (gouvernements, entreprises, etc.). Le terrorisme contemporain apparaît à la fin des années 1960 caractérisé surtout par l’internationalisation de ses activités. À partir du milieu des années 1990, il profite des grandes mutations du système international comme la mondialisation, la circulation des biens et des individus et les technologies de l’information.

### Guérilla
Les premières guérillas sont attribuables à la Révolution française lorsque les paysans vendéens se sont soulevés. Pour étouffer la rébellion, le général Hoche a dû adapter ses unités à ce nouveau type de guerre. Les guérillas se sont surtout développées lors des guerres napoléoniennes en Espagne et en Russie. Elles ont duré tout le long du XIXe siècle en Amérique du Sud dans les luttes pour l’indépendance. Pendant la Première Guerre mondiale, les populations arabes y ont recouru dans leur soulèvement contre l’Empire ottoman. En 1914-1918, le général allemand P. von Lettow-Vorbeck a engagé une guérilla contre les Britanniques en Afrique de l’Est et les a contraints à mobiliser 137 généraux et 300 000 soldats pendant toute la durée de la guerre. Il ne disposait que de 200 soldats allemands et 2 000 indigènes et s’est rendu le 25 novembre 1918. Il possédait alors 40 mitrailleuses et 1 000 fusils presque tous britanniques. En Chine, Mao Zedong a largement utilisé la guérilla. En 1945, les partisans yougoslaves parvinrent à chasser les Allemands. En 1959 à Cuba, avec quelques hommes et après une lutte de plusieurs années, Fidel Castro a renversé la dictature. Les guérillas se maintiennent encore à travers le monde, notamment avec L'ELN en Colombie, l'EZLN au Mexique, Le PKK au Kurdistan ou encore la NPA aux Philippines.

## Contexte

### Fin du bipolarisme
La gestion bipolaire des États-Unis et de l’Union soviétique offrait aux pays du tiers monde la possibilité de choisir leur camp. Chacun des deux Grands maintenait l’ordre dans sa zone. La fin du bipolarisme s’est traduite par le désengagement des grandes puissances envers le tiers-monde. Les conflits ethniques ou politiques autrefois maîtrisés se sont exprimés. Les institutions internationales ont imposé des solutions qui ne tenaient pas compte de la culture, de la religion et de l’évolution sociale des populations. Les aspirations déçues des peuples se sont exprimées de façon violente, désordonnée, spontanée et difficile à maîtriser.

### Mondialisation
Les surfaces de contact entre le Nord et le Sud se sont multipliées. C’est le long de ces bordures que se sont affrontés modernité et tradition, valeurs économiques et valeurs morales. Les notions d’identité culturelle, religieuse, morale se sont substituées à la politique et à l’idéologie. Les réflexes identitaires se sont développés en opposition à la domination des normes occidentales. En Occident, ces réflexes se manifestent à travers le nationalisme. En Afrique et au Moyen-Orient, l’Islam est devenu progressivement un élément central de l’identité et un point de référence culturel, social et sociétal. La mondialisation n’a pas profité à tout le monde. Les inégalités se sont aggravées entre le Nord et le Sud. Les déçus du nouvel ordre mondial n’ont eu d’autre solution que de combattre avec les outils simples des luttes asymétriques.

## Objectifs

### Déstabiliser
La guerre asymétrique est une forme de guerre qui se fonde sur des principes nouveaux. Il ne s’agit pas de conquérir des territoires. La motivation est d’origine politique, ethnique ou sociale. Ce qui est recherché, c’est l’effondrement d’un système, souvent colonialiste ou capitaliste. La guérilla ou le terrorisme cherchent à déstabiliser les gouvernements en faisant appel à l’opinion publique. Au Vietnam, les Américains l’emportaient sur le terrain mais les opinions publiques en Europe et sur les campus universitaires américains ont contraint les gouvernements à mettre fin à la guerre. Le terrorisme cible les opinions publiques pour déclencher des modifications politiques. La destruction n’est pas recherchée en tant que telle. Le succès du terrorisme n’est pas associé à un nombre de morts mais à la réaction provoquée par la destruction.

### Communiquer
Dans une guerre asymétrique, l’information et la communication occupent une place primordiale. Pour les guérilleros ou les terroristes, la conquête d’une opinion publique qui leur soit favorable est fondamentale. Elle leur procure un soutien politique, moral, voire logistique, généralement indispensable. Grâce à sa bienveillance, les terroristes et les guérilleros peuvent se fondre dans la population. La guérilla peut venir s’approvisionner. Internet est devenu un puissant canal de communication. L'armée zapatiste de libération nationale l’a utilisé pour faire connaître sa cause et obtenir des soutiens tant au Mexique que dans le monde entier. Le gouvernement mexicain a dû en tenir compte. Les zapatistes ont organisé au Chiapas, en 1996, la Rencontre Internationale pour l’Humanité et contre le Néolibéralisme. Y ont participé 5 000 personnes venues de 42 pays. La popularité du zapatisme a été considérable et a profité à la reconnaissance des populations indiennes en général. De même, les terroristes ont besoin de légitimité pour valoriser leur cause et durer. Sans ancrage populaire, le terrorisme ne peut se maintenir. Ainsi, la bande à Baader et Action directe ont fini par être éradiquées après quelques années. Par contre, les Brigades rouges ont pu commettre 59 actes de nature terroriste entre 1972 et 1988 grâce à l’appui de la classe ouvrière à leur cause. L’information et la communication servent également à déstabiliser l’adversaire. C’est à travers leurs opinions publiques que les pays visés peuvent être déstabilisés. La peur s’affirme comme le levier du terrorisme et la publicité est sa marque de fabrique. Ainsi, l’effondrement de l’armée irakienne à Mossoul, tombée aux mains de l’État islamique (EI) en juin 2014, a pu être attribuée à la puissance propagandiste de l’EI. Près de 30 000 soldats irakiens avaient fui face à 800 djihadistes. Ceux-ci avaient diffusé une vidéo exhibant l’étendue de leur cruauté à l’égard des forces ennemies. Les scènes de violence et de mise à mort, sur internet, attirent certains jeunes dépourvus de vocation dans l’existence recherchant être acteurs de leur destin et de celui des autres,.

## Fonctionnement

### Moyens limités
Les guérilleros et les terroristes disposent de peu de moyens. Ceux-ci sont très variables. Plus ils sont simples, plus ils sont indécelables. Les besoins financiers sont faibles. L’utilisation de moyens rudimentaires suffit pour atteindre le but recherché. Les stratégies asymétriques n’ont pas pour objectif de maximiser la violence mais de provoquer une sur-réaction en jouant sur l’image et l’impact émotionnel. Les effets obtenus sont disproportionnés. Le guet-apens dans lequel sont tombées les forces spéciales américaines le 3 octobre 1993 à Mogadiscio a déclenché leur retrait de Somalie. Bruce Hoffmann, expert américain du terrorisme, s’interroge sur la modicité des destructions causées par les terroristes. Jacques Baud voit dans cette remarque la perception occidentale attachée à des critères quantitatifs alors que dans les guerres asymétriques le succès tient à la réaction et non aux destructions,.

### Surprise
L’imprévisibilité est un élément substantiel dans les guerres asymétriques. Elle crée un effet de surprise favorable à l’attaquant. L’ignorance par l’adversaire quant au lieu d’affrontement est un atout aux mains des guérilleros. À ce facteur s’ajoute pour les terroristes l’anxiété créée par l’incertitude d’une réitération des actes. L’anxiété est encore accrue lorsque les terroristes alternent les cibles,.
Le fonctionnement en réseau des guérilleros et des terroristes favorise la dissimulation et limite la vulnérabilité. La structure en réseau a peu de points névralgiques. Les dégâts que peut causer l’adversaire restent limités. Ainsi, ont pu perdurer les guérillas vietcong et algériennes. Afin de ne pas être identifiés par les services de renseignement occidentaux, les terroristes restreignent au maximum la dimension de leurs réseaux. Ils se départent également des marqueurs religieux qui permettraient à la police de les repérer. Ils renoncent à une barbe touffue, ne fréquentent pas les mosquées, voire mènent une vie dissolue.

## Stratégies

### Identités culturelles
L’Occident attribue généralement l’origine des guerres asymétriques à la pauvreté des pays du tiers-monde. Il devrait alors s’impliquer davantage dans leur développement. En réalité, le progrès technique ou social tel qu’il est conçu en Occident a souvent un caractère déstabilisant dans ces pays. La mondialisation implique des changements culturels rapides qui ne permettent pas des évolutions progressives entre tradition et innovation. La tradition pèse lourd. Elle a des dimensions historiques, culturelles, religieuses, etc. Les islamistes radicaux ne font généralement pas référence à la pauvreté ou à l’argent mais à des valeurs immatérielles.

### Discours occidental
L’Occident veut universaliser ses valeurs sans tenir compte des spécificités locales et historiques des populations concernées. Il prétend imposer la liberté et incarner le Bien contre le Mal. Ce mépris des autres cultures associé à une supériorité militaire et technologique est ressenti comme une arrogance. Elle crée la haine. La cohérence du discours occidental concernant la démocratie est contestée. La démocratie n’est pas respectée lorsque le vote doit porter au pouvoir des fondamentalistes islamistes. Les droits de l’homme sont un impératif, mais pas en Arabie Saoudite. Le droit international n’est pas respecté. L’intervention en Afghanistan, la détention de prisonniers dans des bases militaires et à Guantánamo, le refus d’accorder à ces détenus la protection de la convention de Genève de 1949 relative au traitement des prisonniers de guerre sont autant d’entorses au droit international.

### Population en arbitre
Les guérilleros et les terroristes ont besoin d’une certaine bienveillance de la population pour se maintenir. Les groupes subissant à la fois l’exclusion économique et la stigmatisation ont tendance à s’enfermer dans la passivité. Discriminés ils ne se positionnent pas. Les mesures prises pour déjouer la violence radicalisent ceux qui les subissent.
Pour vaincre les guérilleros il faut les couper de la population locale. La part de la population qui s’engage est souvent très faible. L’immense majorité choisit son camp selon le cours des évènements. Les armées occidentales en Irak et en Afghanistan se sont rapidement mises à dos les populations civiles par des bombardements non discriminatoires et des abus abondamment médiatisés. Dans ces deux pays, les forces américaines et de l’OTAN sont perçues comme des forces d’occupation. Les nombreuses bavures n’arrangent pas les choses. D’autant que la présence des troupes de l’OTAN a bouleversé les coutumes et l’économie locale.

### Réponse militaire
L’attaque préventive menée à partir de mars 2003 en Irak contre le régime de Saddam Hussein n’a de loin pas éliminé la menace terroriste. Celle-ci semble au contraire être sortie renforcé de ce conflit. L’attaque militaire d’un État prétendu voyou ne répond pas aux conditions posées par le droit international. Une riposte militaire risque d’exacerber davantage le sentiment de frustration. Sa pertinence n’a pas été attestée non plus en Afghanistan, en Irlande ou contre les Tigres tamouls. Quelques succès ponctuels au crédit de la force militaire ont été enregistrés mais n’ont pas infléchi le cours des conflits concernés. En Afghanistan, en Irak, en Syrie et au Yémen, la guerre a entraîné un chaos. Les appareils d’État ont été détruits et les pays ont été déstabilisés. Les terroristes islamistes ont rétabli l’ordre et réduit la corruption et se sont ainsi implantés en des lieux où ils étaient auparavant inexistants.

### Nouvelle doctrine américaine
L’armée américaine a fini par reconnaître la spécificité des guerres asymétriques. Elle a publié en juin 2006 un manuel établissant une doctrine pour combattre une insurrection. Les motivations, forces et faiblesses de l’adversaire doivent être connues. La compréhension culturelle se trouve être la meilleure arme contre l’insurrection. L’utilisation de la force est souvent inefficace. Parfois ne rien faire est la meilleure solution. Il faut avant tout éviter de se faire plus d’ennemis. Une opération qui tue six insurgés est contre-productive si les dommages collatéraux conduisent au recrutement de cinquante autres. Une bavure peut effacer 100 succès. Perdre la légitimité morale revient à perdre la guerre.